# المداحية (السياني)

تعديل مصدري - تعديل

المداحية محلة تابعة لقرية العبرة، التابعة لعزلة هدفان بمديرية السياني إحدى مديريات محافظة إب في الجمهورية اليمنية.، بلغ تعداد سكانها 28 حسب تعداد اليمن لعام 2004.